# Усманов, Мирвохид
Мирвохид Усманов (узб. Mirvohid Usmonov; 1910, Ташкент, Узбекская ССР, СССР — 2014, Ташкент, Узбекистан) — советский, узбекский ганчкор — резчик по ганчу. Народный мастер Узбекистана (2001). 

## Биография
Родился 9 мая 1946 года в Ташкенте, в семье потомственного ганчкора Махмуда Усманова. Его дед — Усман Икрамов также был известным мастером-ганчкором. Отец стал его учителем в искусстве резьбы по ганчу. Свою творческую деятельность начал в 1966 году с реконструкции внутреннего убранства здания ГАБТ имени Навои. В 1972 году окончил архитектурный факультет Ташкентского политехнического института.
Принимал активное участие в оформлении зданий Театра имени Навои, Музея истории Узбекистана, станций Ташкентского метрополитена, административных и культурных зданий в Ташкенте, Самарканде, Андижане, Бухаре, Термезе и за рубежом, в частности, выполнил резьбу по ганчу в традициях узбекского декоративно-прикладного искусства в крупном музейном здании в Малайзии. В 2001 году ему было присвоено почётное звание народного мастера Узбекистана.
Скончался в 2014 году.

## Награды
- Народный мастер Узбекистана (2001)[1]